# Nowy Zamek
Nowy Zamek est un village polonais situé dans le voïvodie de basse-silésie, et plus précisément dans la commune de Milicz, composant la région administrative de Milicz.